# No Game No Life: Zero
No Game No Life: Zero (ノーゲーム・ノーライフ ゼロ, Nōgēmu Nōraifu -Zero-), abrégée Nogenora Zero (ノゲノラゼロ), Noge Zero (ノゲゼロ) ou encore Nogero (ノゲロ),  est un film d'animation japonais produit par le studio Madhouse et sorti en salle au Japon le 15 juillet 2017.
Il est basé sur le sixième tome du light novel No Game No Life écrit et illustré par Yū Kamiya.

## Synopsis
À Disboard, dans le présent, Izuna et Tet font une partie d'échecs.
Tandis qu'ils sont en train de jouer, ce dernier lui raconte des événements qui ont eu lieu six mille ans plus tôt, à l'époque de la Grande Guerre (大戦, taisen).
L'histoire se centre sur Riku, un Humain de dix-huit ans vivant caché et survivant comme ses semblables, et sa rencontre avec l'unité de l'Ex Machina Üc207Pr4f57t9, rebaptisée « Schwi ».

## Personnages

### Principaux
Riku (リク) / Riku Dola (リク・ドーラ, Riku Dōra) (nom d'adoption)
Voix japonaise : Yoshitsugu Matsuoka, Voix française : Bastien Bourlé
Le protagoniste masculin de l'histoire.
Humain de dix-huit ans au début de l'histoire, il est le petit frère de cœur de Couronne Dola et meneur de leur camp de survivants caché.
Orphelin depuis très jeune, il a survécu à ses parents ainsi que son village natal, qui furent annihilés dans un affrontement entre Dragonia et Ex Machina.
Pourvu d'une forte volonté d'accomplir ce qui doit être fait, pour protéger ses semblables il n'hésite pas à consentir à des sacrifices.
Son nom signifie « terre » (陸) en japonais (par contraste avec Sora, qui veut dire « ciel »).
Üc207Pr4f57t9 (véritable nom) / Schwi (シュヴィ, Shuvi) (nouveau nom) /  Schwi Dola (シュヴィ・ドーラ, Shuvi Dōra) (nom d'adoption) / Preier, l’Unité héritée (遺志体, Puraiyā) (re-désignation)
Voix japonaise : Ai Kayano, Voix française : Fanny Bloc
Une Prüfer, Unité analyste (解析体, Puryūfa) de l'Ex Machina, qui trouve par hasard Riku dans d'anciennes ruines Elf.
Dissociée du collectif car jugée « défectueuse », elle cherche à « comprendre le cœur humain » ainsi que l'« aberration » que représente la survie hautement improbable des Humains durant la Grande Guerre.
Son nom est un diminutif hypocoristique de Schwarzer (シュヴァルツァー, Shuvarutsā), de l'allemand pour « noir » (par contraste avec Shiro, qui veut dire « blanc »).

### Secondaires

#### Humains
Couronne Dola (コローネ・ドーラ, Korōne Dōra) / « Couron » (コロン, Koron) (diminutif)
Voix japonaise : Yōko Hikasa, Voix française : Clara Soares
L'ancêtre de Stephanie Dola.
Elle aussi orpheline et ayant perdu son village natal tout comme Riku, cette fille appartient au même camp de survivants caché que lui et se proclame comme sa grande sœur de cœur.
D'un naturel qui la pousse à redonner le moral et ayant la fibre sororale très développée, elle n'est pas aveugle du poids pesant sur les épaules de Riku et se fait beaucoup de soucis pour lui, aidant comme elle le peut pour lui apporter son soutien.
Nonna Zell (ノンナ・ツェル, Nonna Tseru)
Voix japonaise : Yuka Iguchi, Voix française : Frédérique Marlot
L'ancêtre de Chlammy Zell.
Cette fillette appartient au camp de survivants caché de Riku et Couronne Dola. Son père se nomme Ivan et sa mère, Marta.

#### Flügel
Jibril (ジブリール, Jiburīru)
Voix japonaise : Yukari Tamura, Voix française : Caroline Combes
Plus jeune et puissante de sa race, elle prend part aux conflits avec les siens durant la Grande Guerre.

#### Elf
Think Nilvalen (シンク・ニルヴァレン, Shinku Niruvaren) (véritable nom) / Nina Clive (ニナ・クライヴ, Nina Kuraivu) (fausse identité)
Voix japonaise : Mamiko Noto, Voix française : Justine Berger
L'ancêtre de Feel Nilvalen.
Créatrice de l’Áka Si Anse, l'arme de destruction anti-Phantasma ultime, elle prend part aux conflits avec les siens durant la Grande Guerre.

### Autres
Tet (テト, Teto)
Voix japonaise : Rie Kugimiya, Voix française : Marie Nonnenmacher
Bien qu'il n'ait pas pris part à la Grande Guerre, le Dieu unique de Disboard est le narrateur de l'histoire en qualité de témoin des événements, qu'il raconte au passé à Izuna pendant qu'ils jouent aux échecs dans le présent.
Izuna Hatsuse (初瀬 いづな, Hatsuse Izuna)
Voix japonaise : Miyuki Sawashiro, Voix française : Cécile Gatto
Fille de la race Werebeast.
Tandis qu'ils jouent aux échecs dans le présent, elle écoute l'histoire que lui raconte Tet.

## Production
Une adaptation du sixième tome en film d'animation est annoncée le 17 juillet 2016 lors du MF Bunko J Summer School Festival.
Elle réunit la même distribution que celle de la série animée.

## Musique
| Titre                                           | Artiste                                   |
| ----------------------------------------------- | ----------------------------------------- |
| THERE IS A REASON (litt. « Il y a une raison ») | Konomi Suzuki (鈴木このみ, Suzuki Konomi) |